# 松尾香奈
松尾 香奈（まつお かな、現姓：大西（おおにし）、1983年10月8日 - ）は、日本の元女子バスケットボール選手である。ニックネームは「ヒロ」。北海道出身。現役時代のポジションはフォワードで、三菱電機コアラーズに所属していた。174cm、66kg。

## 来歴
札幌市立手稲西小学校でバスケをはじめ、手稲西中学校、札幌山の手高校を経て、日本体育大学に進学、バスケットボール部（フェニックス）に所属。在学中2大会連続でユニバーシアード日本代表にも選出される。
卒業後、三菱電機に入社。WIリーグルーキー・オブ・ザ・イヤーを受賞。
在籍当時はWリーグに昇格できずにいたが、2009年、入れ替え戦を制して来季Wリーグ昇格を決める。しかし、これを置き土産にシーズン後引退。
2010年、日体大で同期だったパナソニックトライアンズの大西崇範と結婚。

## 経歴
- 札幌山の手高校 - 日本体育大学 - 三菱電機（2006年〜2009年）

## 日本代表歴
- 2003・2005ユニバーシアード